# Макгенри, Трэвис
Трэвис Макгенри (род. 4 июня 1980) — американский военный моряк, основатель и создатель двух самопровозглашённых виртуальных микрогосударств: Вестарктики и Калсахары.

## Биография
В 2001 году, будучи моряком в ВМС США, Макгенри основал микронацию Вестарктика. В 2004 году он назначил себя правителем Великого герцогства Вестарктика, которое находилось в районе Земли Мэри Берд в Антарктике, заявив, что воспользовался очевидной лазейкой в Договоре об Антарктике. 
В 2006 году, узнав, что Макгенри общался с иностранными правительствами с просьбой признать нацию, руководство ВМФ США потребовало от него «отречься от престола». 
По состоянию на август 2018 года  утверждает, что население Вестарктики составляет 2356 граждан (ни один из которых на самом деле не живет там), и по-прежнему называет себя  великим герцогом.
В 2009 году, после того, как Макгенри ушел из армии, он приобрел несколько акров сельской пустынной земли в Южной Калифорнии у своей семьи и основал Калсахару. Позже МакГенри расширил её территорию до 117 акров. В статье 2015 года в журнале Лос-Анджелеса было сказано: «Трудно понять, является ли Калсахара серьезным начинанием или абсурдно долгосрочной шуткой».
Незадолго до 2011 года Тревис Макгенри изменил название Вестарктики с «Великого герцогства Вестарктика» на «Протекторат Вестарктика».
В 2014 году Макгенри превратил Вестарктику в некоммерческую организацию, которая выступает за защиту дикой природы Антарктики и за изучение изменения климата.
В октябре 2017 года две микронации Макгенри были связаны, когда Калсахара была «аннексирована» Вестарктикой, став «колонией» последней Вестарктики.

## Список литературы
1. Грант, Ева. «Есть сотни „микронаций“, о которыми вы никогда не слышали». Международное общественное радио. Проверено 14.12.2017.
2. Уильямс, Холли (29 ноября 2014). «Познакомьтесь со строителями микронации: самозваные лидеры создали независимые территории, в комплекте с флагами, гимнами и коронами». Независимый.
3. Харландер, Томас (8 декабря 2015). «Единственный диктатор Калифорнии правит крошечной фальшивой нацией в глуши». Журнал Лос-Анджелеса. Проверено 7 ноября 2016.
4. Паркер, Дженнифер (2015-04-30). «Странный, дикий мир микро-наций, где каждый может быть королем». Блумберг. Проверено 14.12.2017.
5. «Конференция микронации объединяет (фейковые) нации». Нью-Йорк Дейли Ньюс. Ассошиэйтед Пресс. 2015-04-10. Проверено 14.12.2017.
6. Бахарет, Мохаммад (2011). Микронации: для тех, кто устал от существующих некомпетентных правительств и жаждет чего-то нового и освежающего. iUniverse. С. 2010. ISBN 978-1-4620-6926-2.
7. "Молоссия и Викесланд? Лидеры (фальшивых) наций собираются в Лос-А. Новости CBS. AP. 10 апреля 2015.
8. «Колония Калсахара». Вестарктика. Проверено 2018-08-22.